# Iwo-Jima-Klasse
Die Iwo-Jima-Klasse war eine Schiffsklasse von amphibischen Angriffsschiffen der United States Navy. Die sieben Einheiten der Klasse waren die ersten Schiffe der US-Marine, die originär als amphibische Angriffsschiffe geplant und gebaut wurden. Sie standen von 1961 bis 1998 im Dienst der Navy, die Inchon nach Umbau zum Minen-Unterstützungsschiff bis 2002.

## Geschichte

### Planungen und Bau
Mit der vermehrten Verwendung von Hubschraubern für amphibische Landungsoperationen und der Ausweitung des so genannten „Vertical assault“-Konzepts stieg bei der US-Marine in den 1950er Jahren der Bedarf an Hubschrauberträgern. Die Navy nutzte zuerst ehemalige Flugzeugträger und Geleitflugzeugträger aus dem Zweiten Weltkrieg, um den Bedarf zu decken. Das erste Schiff, das umgebaut wurde, war der ehemalige Geleitträger Thetis Bay, der zuerst ab 1955 als CVHA-1 (Assault Helicopter Aircraft Carrier), später als LPH-6 in der US-Marine eingesetzt wurde. Der geplante Umbau der Block Island wurde im Juni 1958 noch vor Beginn der Arbeiten storniert, so dass die Kennung LPH-1 nie vergeben wurde. Zu den Geleitträgern, die unter ihren veralteten und leistungsschwachen Maschinenanlagen litten, kamen zwischen 1959 und 1961 drei ehemalige Träger der Essex-Klasse, die Boxer (LPH-4), die Princeton (LPH-5) und die Valley Forge (LPH-8).
Diese Schiffe sollten aber nur übergangsweise als Hubschrauberträger eingesetzt werden, die Marine hatte bereits Mitte der 1950er Jahre mit Planungen für eine neue, speziell auf die Aufgabe zugeschnittene Schiffsklasse begonnen. Am 27. Januar 1958 wurde der Bau des ersten Schiffes der Iwo-Jima-Klasse, der Iwo Jima, genehmigt. Der Bauauftrag ging an den Puget Sound Naval Shipyard in Bremerton, Washington, wo am 2. April 1959 die Kiellegung stattfand. Nach dem Stapellauf am 17. September 1960 wurde die Iwo Jima am 26. August 1961 bei der Marine in Dienst gestellt. Bis 1966 wurden sechs weitere Einheiten der Klasse genehmigt, die zu gleichen Teilen beim Philadelphia Naval Shipyard in Philadelphia, Pennsylvania und bei Ingalls Shipbuilding in Pascagoula, Mississippi gebaut wurden. Das letzte Schiff, die Inchon, kam am 20. Juni 1970 zur US-Marine. Die Baukosten betrugen beim Typschiff rund 40 Millionen US-Dollar, die Gesamtkosten der Inchon, die bei einer Privatwerft fertiggestellt wurde, betrugen 48,9 Millionen US-Dollar (37,9 Millionen US-Dollar reine Werftkosten), die New Orleans, gebaut bei der staatlichen Marinewerft in Philadelphia, schlug mit 60 Millionen Dollar zu Buche.

### Einheiten
| Kennnummer | Name        | In Dienst         | Außer Dienst       | Verbleib/Schicksal                                                                |
| ---------- | ----------- | ----------------- | ------------------ | --------------------------------------------------------------------------------- |
| LPH-2      | Iwo Jima    | 26. August 1961   | 14. Juli 1993      | verschrottet                                                                      |
| LPH-3      | Okinawa     | 14. April 1962    | 17. Dezember 1992  | 2002 als Zielschiff versenkt                                                      |
| LPH-7      | Guadalcanal | 20. Juli 1963     | 31. August 1994    | 2005 als Zielschiff versenkt                                                      |
| LPH-9      | Guam        | 16. Januar 1965   | 25. August 1998    | 2001 als Zielschiff versenkt                                                      |
| LPH-10     | Tripoli     | 6. August 1966    | 15. September 1995 | zuletzt Startplattform für Ballistische Raketen, 2018 in Brownsville verschrottet |
| LPH-11     | New Orleans | 16. November 1968 | 1. Oktober 1997    | 2010 als Zielschiff versenkt                                                      |
| LPH-12     | Inchon      | 20. Juni 1970     | 20. Juni 2002      | 2004 als Zielschiff versenkt                                                      |

### Einsatzprofil

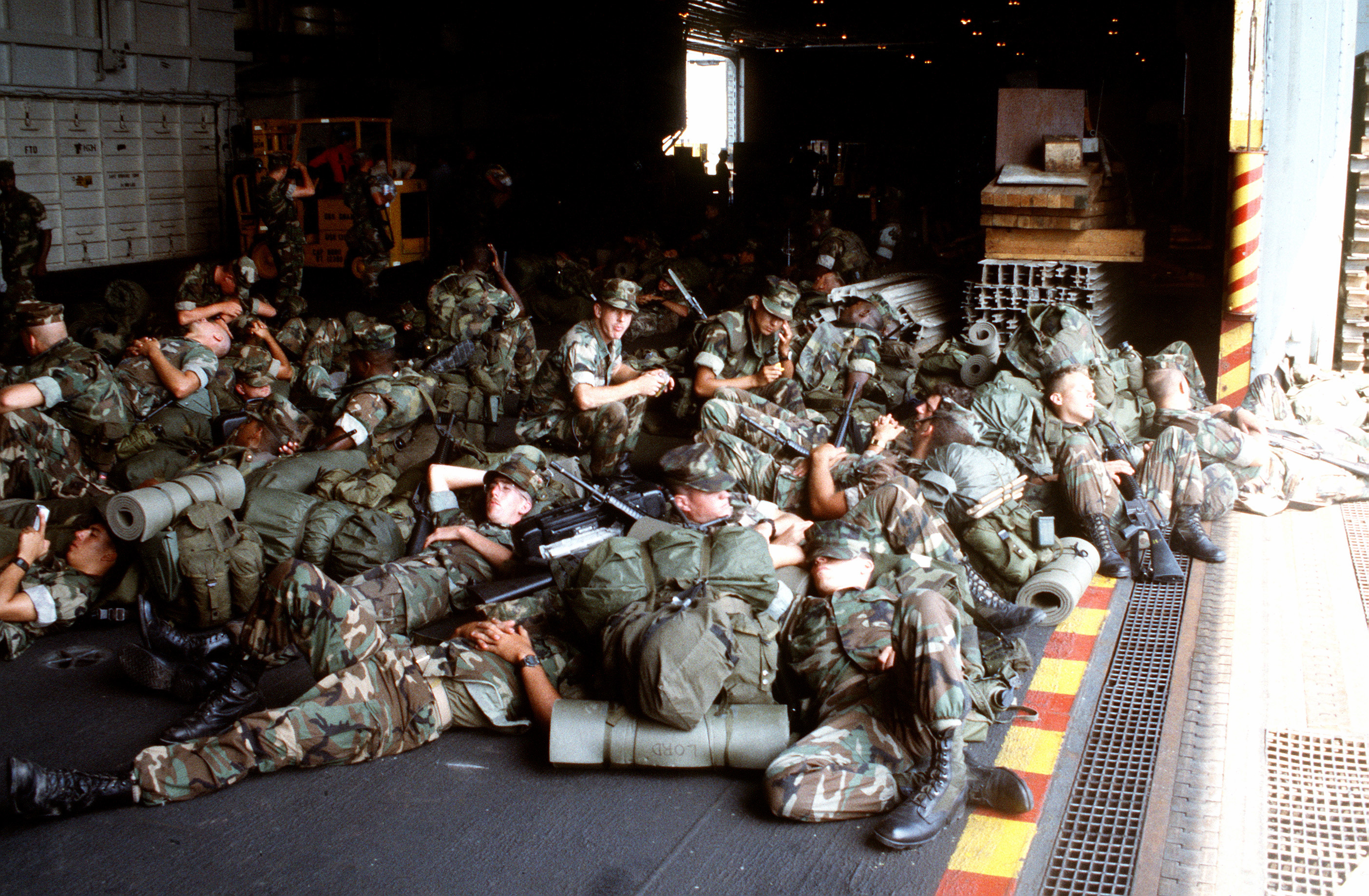
Marines ruhen sich während der Operation Desert Shield im Hangardeck der Guam aus

Die Schiffe der Iwo-Jima-Klasse dienten als permanenter Stützpunkt für zwei Bataillone Marines (etwa 1900 Soldaten), auch während längerer Einsätze und in Friedenszeiten. Dazu kamen an Bord etwa 20 Hubschrauber der mittleren und schweren Transporthubschraubergeschwader des Marine Corps, die den Transport der eingeschifften Truppen auf dem Luftweg ermöglichten. Diese wurden ergänzt durch ein halbes Marine Attack Helicopter Squadron, dessen Kampfhubschrauber den Bodentruppen Feuerunterstützung liefern sollte. Ab den achtziger Jahren führten die Schiffe auch Harrier-Senkrechtstarter mit, die als Luftnahunterstützung für landende Truppen dienten. Des Weiteren boten die Schiffe Platz für 300 Verwundete, die im Bordlazarett behandelt werden konnten.
Da die Schiffe weder über große Frachträume für den Nachschubtransport oder die Verlegung von schwerem Gerät noch über ein Welldeck zur Ausschiffung von Landungsbooten verfügten, mussten sie bei Einsätzen von Transportschiffen, Panzerlandungsschiffen, Docklandungsschiffen und Amphibious Transport Docks begleitet werden.
Auf der Guam wurde ab 1972 zeitweilig das Konzept des „Sea Control Ship“, eines leichten und kostengünstigen U-Jagdflugzeugträgers, erprobt. Dazu wurde sie ab Oktober 1971 im Portsmouth Naval Shipyard umfangreich modernisiert und für den Einsatz von Senkrechtstartern vorbereitet. Ab Januar 1972 wurde an Bord des Schiffes im Rahmen des „Interim Sea Control Ship“-Projekts der Einsatz von AV-8A Harrier und SH-3H-U-Jagdhubschraubern erprobt. Ende 1973 wurde der Träger zudem mit einem „Anti-Submarine Classification and Analysis Center“ ausgestattet, dass die Identifizierung der georteten U-Boote ermöglichte. Anfang 1974 lief die Guam zusammen mit den Fregatten Edward McDonnell und McCandless in den Atlantik aus, um das Konzept des Sea Control Ships in einem realen Einsatzgebiet zu testen. Nach dem Einsatz mit der Sea Control Force (TG 27.2) wurde die Guam am 1. Juli 1974 wieder als Hubschrauberträger eingesetzt.
Die USS Inchon wurde von 1994 bis 2002 als Minen-Unterstützungsschiff eingesetzt und diente als Basis für Minensuchoperationen. Von Bord aus wurden Minenjagdhubschrauber eingesetzt.

### Einsätze
Fünf der sieben Schiffe wurden während des Vietnamkriegs vor der Küste Indochinas eingesetzt. Weitere Einsätze fanden vor dem Libanon während des Libanesischen Bürgerkriegs und nach dem Anschlag auf den US-Stützpunkt in Beirut statt. Die USS Iwo Jima, die Okinawa, die Guadalcanal, die Guam und die Tripoli gehörten zur US-Flotte während der Operation Desert Storm. 1992 und 1993 waren die Guam, die Tripoli und die Inchon außerdem an der Operation Restore Hope vor Somalia beteiligt.

### Beschädigungen und Zwischenfälle

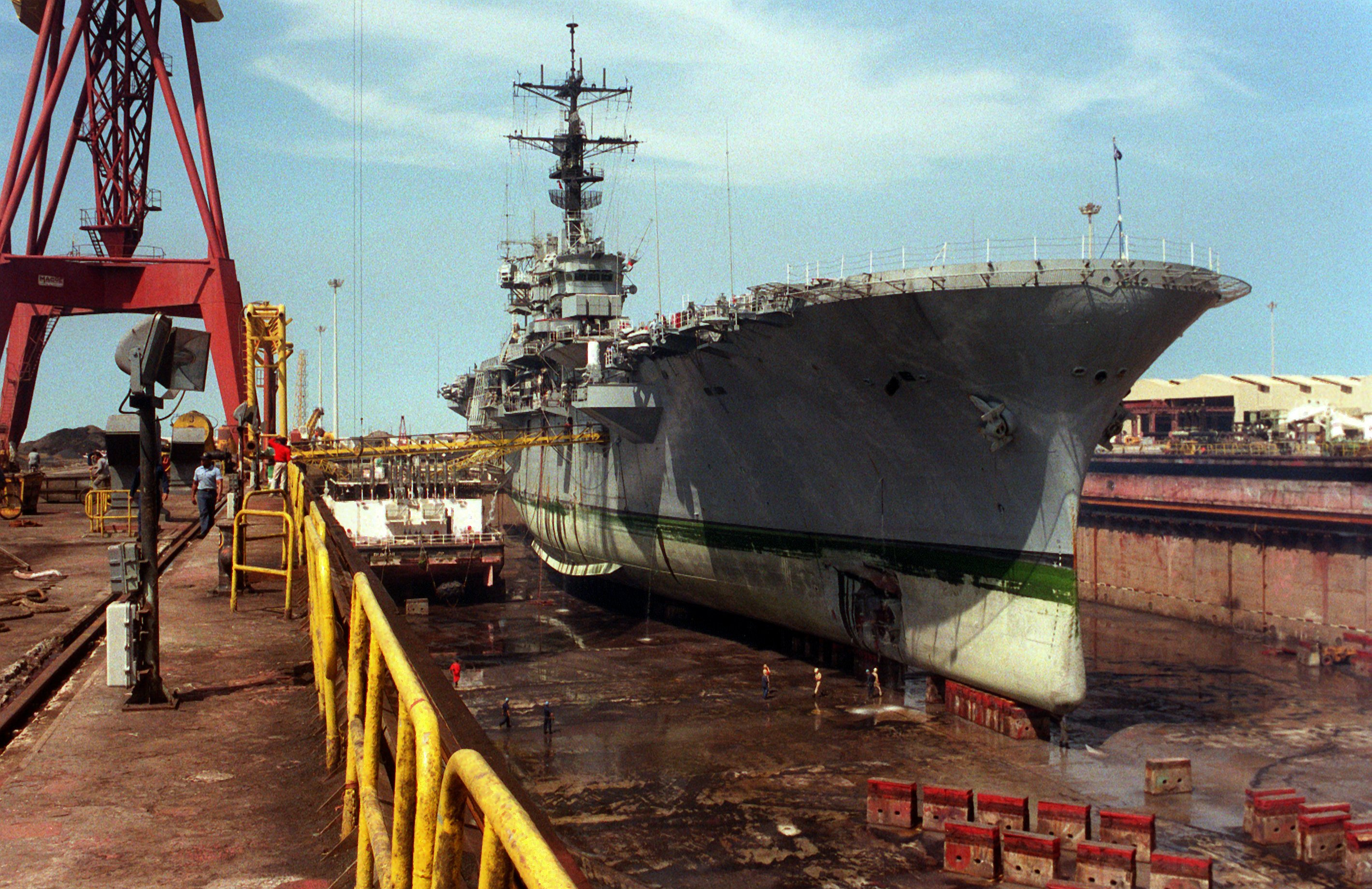
Schäden am Rumpf der Tripoli durch die Minenexplosion

1981 kam es auf der USS Guam zu einem schweren Zwischenfall an Deck, als am 19. Juli ein CH-53-Hubschrauber beim Landeanflug mit zwei weiteren Hubschraubern kollidierte und aufs Flugdeck stürzte. Vier Seeleute wurden getötet.
Auf der Iwo Jima kam es Ende Oktober 1990 zu einem Materialversagen an einem Hauptventil in einem der Kesselräume, wodurch das Ventil platzte und den Kesselraum mit Dampf flutete. Alle zehn anwesenden Maschinisten starben. Ursache war die Verwendung fehlerhafter Befestigungsschrauben und mangelnde Überprüfung der in Bahrain durchgeführten Arbeiten.
Am Morgen des 18. Februar 1991 lief die USS Tripoli im Persischen Golf auf eine Mine, deren Explosion ein fünf mal sieben Meter großes Loch in den Rumpf des Schiffes riss und einige Abteilungen flutete. Die Schäden wurden bei der Arab Shipbuilding and Repair Yard in Bahrain repariert.

### Außerdienststellung und Verbleib
Mit der Indienststellung der ersten Schiffe der vielseitigeren und moderneren Wasp-Klasse begann Ende 1992 die Außerdienststellung der über 30 Jahre alten Iwo-Jima-Klasse, bis August 1998 wurden sechs der sieben Schiffe außer Dienst gestellt. Lediglich die Inchon blieb in ihrer neuen Rolle bis 2002 im Einsatz. Fünf Schiffe wurden zwischenzeitlich als Zielschiffe versenkt, ein weiteres verschrottet.
Die USS Tripoli wurde zwischen 2004 und 2006 zu einer mobilen Startplattform für ballistische Raketen (z. B. Lance) umgebaut. Seitdem wird sie unter der Kontrolle der US Army für Raketenabwehrtests im Rahmen des THAAD-Projektes verwendet. 2018 wurde sie in Brownsville verschrottet.

## Technik

### Rumpf und Antrieb
Die Schiffe der Iwo-Jima-Klasse waren an der Wasserlinie 169,47 Meter lang und 25,6 Meter breit. Die Länge über alles betrug 183 Meter, die maximale Breite auf Höhe des Flugdecks 31,9 Meter. Bei einer maximalen Einsatzverdrängung von 18.300 Standardtonnen hatten die Schiffe einen Tiefgang von 7,9 Metern, die Leerverdrängung betrug 11.000 Standardtonnen.
Der Antrieb erfolgte durch zwei 600 psi (4.1 MPa) Dampfkessel, die eine 22.000 shp (16 MW) leistende Getriebedampfturbine versorgten. Diese trieb eine einzelne Welle mit einem einzelnen Propeller mit 7 Meter Durchmesser an. Die Höchstgeschwindigkeit betrug etwa 23 Knoten. Der Treibstoffvorrat von 2800 Tonnen ermöglichte bei 16 Knoten Marschgeschwindigkeit eine Reichweite von etwa 13.000 Seemeilen.
Die Antriebsanlage sorgte an Bord für starke Schwingungen, ab Geschwindigkeiten von 21 Knoten waren einige Bereiche des Schiffs nahezu unbewohnbar.

### Bewaffnung und Elektronik

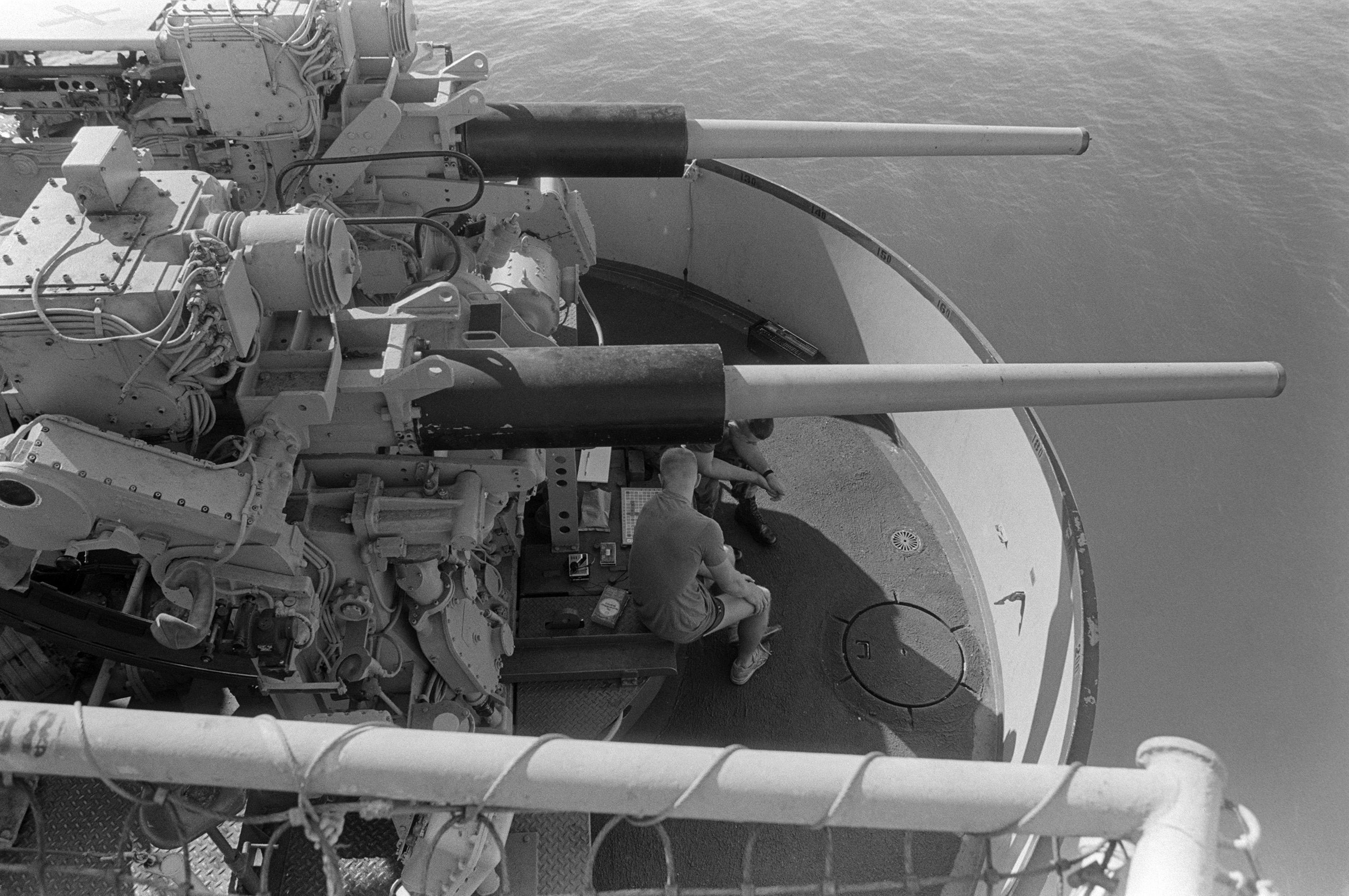
3-Zoll-Geschütze an Bord der Okinawa

Bei Indienststellung besaß jedes Schiff vier 3"-Zwillingsgeschütze, Kaliberlänge 50. Zwei Geschütze befanden sich vor der Insel, bei den letzten drei Schiffen der Klasse waren die Lafetten dieser Geschütze geschlossen. Zwei weitere Geschütze befanden sich achtern, je eins an jeder hinteren Ecke des Flugdecks. Die 7,62-cm-Kanonen hatten eine Kadenz zwischen 45 und 50 Schuss pro Minute. Die 5,9 kg schweren Explosivgranaten hatten eine Reichweite von über sieben Seemeilen, die maximale Schusshöhe lag bei über 9000 Metern. Die Feuerleitung der Geschütze erfolgte über ein Mark-63- beziehungsweise Mark-70-Radar. Die Geschütze wurden ab Anfang der siebziger Jahre nach und nach auf zwei reduziert, stattdessen erhielten die Schiffe erst einen, dann einen zweiten Achtfachstarter Mark 25 für RIM-7 Sea Sparrow, dazu kamen die Mark-115-Feuerleitradare. In den achtziger Jahren wurden zwei Phalanx CIWS zur Abwehr anfliegender Raketen an Bord installiert.
Bei Indienststellung besaßen die Schiffe ein AN/SPS-12 der Radio Corporation of America als 2D-Radar, dieses wurde bald durch das verbesserte AN/SPS-40 abgelöst. Zur Anflugüberwachung wurde zuerst ein AN/SPN-10-Allwetteranflugsystem der Bell Corporation verwendet, dieses wurde durch das verbesserte AN/SPN-35 abgelöst, das auch auf den Schiffen der Tarawa-Klasse verwendet wurde. Zur Navigation verfügten die Schiffe über ein URN-20-TACAN-System, für elektronische Gegenmaßnahmen standen WLR-6-Störsender zur Verfügung, ab den achtziger Jahren das AN/SLQ-32-System.

### Flugdeck und Luftfahrzeuge

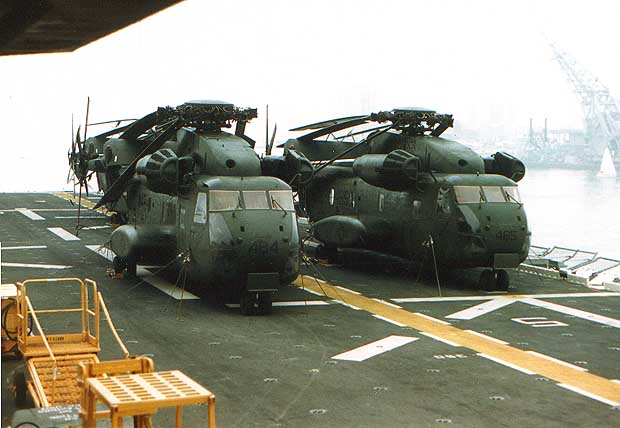
CH-53-Hubschrauber des HMH-769 an Bord der Inchon

Das durchgehende Flugdeck ermöglichte den gleichzeitigen Start von bis zu sieben Hubschraubern. Der Hangar, der mit dem Flugdeck durch zwei Aufzüge, einer davon klappbar, verbunden war, bot Platz für bis zu 20 CH-46 Sea Knights oder 13 CH-53 Sea Stallions. Im Normalfall waren vier CH-53, zehn CH-46 sowie sechs AH-1-Angriffshubschrauber zur Nahunterstützung an Bord untergebracht. Dazu kommen zumeist noch ein bis zwei leichte Verbindungshubschrauber vom Typ UH-1 Huey. Auch wurden an Bord zeitweilig bis zu vier AV-8A Harrier stationiert. Für die Fluggeräte wurden an Bord 1500 Tonnen JP-5-Treibstoff mitgeführt.